# Öllöri
Öllöri är en sjö i kommunen Suomussalmi i landskapet Kajanaland i Finland. Sjön ligger 214,5 meter över havet. Den är 36 meter djup. Arean är 53 hektar och strandlinjen är 6,73 kilometer lång. Sjön  ingår i Uleälvens huvudavrinningsområde.   Den ligger omkring 160 kilometer nordöst om Kajana och omkring 630 kilometer norr om Helsingfors. 